# Westfalenpokal 1996/97
Der Westfalenpokal 1996/97 (offiziell: Stifts-Pils-Pokal) war die 16. Austragung des Fußballpokalwettbewerbs der Herren für den Bereich des Fußball- und Leichtathletikverband Westfalen. Titelverteidiger war die TuS Schloß Neuhaus, welche in der vergangenen Ausgabe die SpVgg Erkenschwick mit 4:1 bezwangen. Sieger der diesjährigen Ausgabe wurde Preußen Münster durch einen 4:1-Sieg gegen die TSG Dülmen. Preußen Münster qualifizierte sich damit für den DFB-Pokal 1997/98.
Am Wettbewerb nahmen insgesamt 100 Vereine teil. In der Vorsaison mussten die Regionalligisten erstmals nicht mehr am Kreispokal teilnehmen und waren direkt für den Westfalenpokal qualifiziert. Daher wurde das Teilnehmerfeld um die vier Regionalligisten der Vorsaison Preußen Münster, SC Verl, TuS Schloß Neuhaus und SpVgg Erkenschwick sowie Zweitligaabsteiger SG Wattenscheid 09 aufgestockt. Die restlichen 95 Plätze wurden wie gehabt über die Kreispokalwettbewerbe vergeben.
In der 1. Runde hatten 28 Mannschaften ein Freilos. Unter ihnen waren alle sechs im Wettbewerb befindlichen Regionalligisten.

## 1. Runde
Folgende Mannschaften hatten in der ersten Runde ein Freilos:
- Alemannia Scharnhorst
- FC Merkur 07 Dortmund
- LR Ahlen
- Preußen Münster
- SC Herford
- SC Verl
- SG Finnentrop/Bamenohl
- SG Wattenscheid 09
- Sportfreunde Siegen
- SpVgg Erkenschwick
- SpVgg Fichte Bielefeld
- SSV Meschede
- SV Gosenbach
- SV Herbern
- SV Rotthausen
- SuS Legden
- SuS Stadtlohn
- SuS Vlotho-Winterberg
- Teutonia Lippstadt
- TuS Erndtebrück
- TuS GW Allagen
- TuS Medebach
- TuS Schloß Neuhaus
- TuS Sundern
- TuS Tendern
- VfB Marsberg
- Warendorfer SU
- Westfalia Rhynern

| Datum          |                          | Ergebnis  |                      |
| -------------- | ------------------------ | --------- | -------------------- |
| 4. August 1996 | SSV Oesterholz           | 1:2       | SpVg Brakel          |
| 4. August 1996 | SuS Volmerdingsen        | 0:5       | SV Höxter            |
| 4. August 1996 | VfB 03 Bielefeld         | 3:5 n. E. | Arminia Bielefeld II |
| 4. August 1996 | TuRa Heiden              | 1:3       | SF Warburg           |
| 4. August 1996 | TSV Schötmar             | 2:1 n. V. | TuS RW Schieder      |
| 4. August 1996 | SV Spexard               | 2:3       | BV Bad Lippspringe   |
| 4. August 1996 | SC Bad Salzuflen         | 2:0 w.o.  | Westfalia Scherfede  |
| 4. August 1996 | SC Vörden                | 0:7       | TuS Petershagen-Oven |
| 4. August 1996 | RSV Schwelentrup         | 0:1       | SpVgg Hiddenhausen   |
| 4. August 1996 | VfL Ummeln               | 1:3       | FC Stukenbrock       |
| 4. August 1996 | SV Welver                | 0:1       | VfL Drewer           |
| 4. August 1996 | TuS Borken               | 0:4       | TSG Dülmen           |
| 4. August 1996 | SC Westfalia Kinderhaus  | 1:2       | Eintracht Rheine     |
| 4. August 1996 | HTSV Leiberg             | 3:1       | Herringer SV         |
| 4. August 1996 | Borussia Münster         | 2:3       | 1. FC Gievenbeck     |
| 4. August 1996 | VfB Waltrop              | 4:5 n. E. | Hammer SpVg          |
| 4. August 1996 | Kültürspor Datteln       | 4:1       | SV Avenwedde         |
| 4. August 1996 | SC Sönnern               | 1:3       | Preußen Lengerich    |
| 4. August 1996 | Lüner SV                 | 0:3       | VfL Bochum II        |
| 4. August 1996 | DJK Wattenscheid         | 1:0       | RW Markania Bochum   |
| 4. August 1996 | FC Brünninghausen        | 1:2       | VfB Kirchhellen      |
| 4. August 1996 | BW Grümerbaum            | 2:3       | SV Langendreer 04    |
| 4. August 1996 | SV Gelsenkirchen-Hessler | 0:4       | Borussia Dortmund II |
| 4. August 1996 | Westfalia Herne          | 1:2       | SG Phönix Eving      |
| 4. August 1996 | VfL Schwerte             | 3:4 n. E. | TuS Heven            |
| 4. August 1996 | DSC Wanne-Eickel         | 0:2       | DJK TuS Hordel       |
| 4. August 1996 | BV Rentfort              | 6:1       | Westfalia Buer       |
| 4. August 1996 | SC Röhlinghausen         | 0:2       | VfL Geseke           |
| 4. August 1996 | TuS Ennepetal            | 2:1       | BSV Menden           |
| 4. August 1996 | VSV Wenden               | 1:3       | Hasper SV            |
| 4. August 1996 | SV Oberschledorn         | 1:10      | Rot-Weiß Lüdenscheid |
| 4. August 1996 | SC Plettenberg           | 3:2 n. V. | SV Langenau 08       |
| 4. August 1996 | SC Obersprockhövel       | 0:1       | SV Ottfingen         |
| 4. August 1996 | TSV Siegen               | 2:3 n. V. | SV Rothemühle        |
| 4. August 1996 | SV Arnsberg 09           | 0:2       | BSV Lendringsen      |
| 4. August 1996 | TuS Wengern              | 1:2       | VfB 07 Weidenau      |

## 2. Runde
| Datum           |                       | Ergebnis  |                        |
| --------------- | --------------------- | --------- | ---------------------- |
| 27. August 1996 | SC Herford            | 3:2       | SpVgg Fichte Bielefeld |
| 27. August 1996 | SV Höxter             | 0:2       | Arminia Bielefeld II   |
| 27. August 1996 | SF Warburg            | 3:1       | TuS Tengern            |
| 27. August 1996 | TuS Petershagen-Oven  | 1:0       | SuS Vlotho-Winterberg  |
| 28. August 1996 | SuS Stadtlohn         | 2:0       | Warendorfer SU         |
| 28. August 1996 | SuS Legden            | 0:16      | LR Ahlen               |
| 28. August 1996 | TuS GW Allagen        | 1:5       | Hammer SpVg            |
| 28. August 1996 | Teutonia Lippstadt    | 5:0       | SV Herbern             |
| 28. August 1996 | Alemannia Scharnhorst | 0:1       | VfB Kirchhellen        |
| 28. August 1996 | FC Merkur 07 Dortmund | 0:1       | DJK TuS Hordel         |
| 28. August 1996 | Westfalia Rhynern     | 0:1       | Borussia Dortmund II   |
| 28. August 1996 | SV Rotthausen         | 1:4       | VfL Bochum II          |
| 28. August 1996 | SV Gosenbach          | 0:2       | TuS Ennepetal          |
| 28. August 1996 | VfB Marsberg          | 1:7       | Sportfreunde Siegen    |
| 28. August 1996 | TuS Medebach          | 0:4       | SSV Meschede           |
| 28. August 1996 | TSV Schötmar          | 0:10      | SC Verl                |
| 28. August 1996 | BV Bad Lippspringe    | 1:4       | TuS Schloß Neuhaus     |
| 28. August 1996 | SC Bad Salzuflen      | 1:3       | FC Stukenbrock         |
| 28. August 1996 | SpVgg Hiddenhausen    | 1:2       | SpVg Brakel            |
| 28. August 1996 | Eintracht Rheine      | 0:2       | Preußen Münster        |
| 28. August 1996 | HTSV Leiberg          | 1:5       | VfL Drewer             |
| 28. August 1996 | Kültürspor Datteln    | 2:5       | TSG Dülmen             |
| 28. August 1996 | Preußen Lengerich     | 1:2       | 1. FC Gievenbeck       |
| 28. August 1996 | DJK Wattenscheid      | 0:7       | SG Wattenscheid 09     |
| 28. August 1996 | SV Langendreer 04     | 3:1       | BV Rentfort            |
| 28. August 1996 | TuS Heven             | 1:2       | SpVgg Erkenschwick     |
| 28. August 1996 | VfL Geseke            | 0:1       | SG Phönix Eving        |
| 28. August 1996 | Hasper SV             | 2:0 n. V. | TuS Erndtebrück        |
| 28. August 1996 | SC Plettenberg        | 6:4 n. E. | VfB 07 Weidenau        |
| 28. August 1996 | SV Ottfingen          | 2:3 n. V. | TuS Sundern            |
| 28. August 1996 | SV Rothemühle         | 2:0       | SG Finnentrop/Bamenohl |
| 28. August 1996 | BSV Lendringsen       | 1:3       | Rot-Weiß Lüdenscheid   |

## 3. Runde
| Datum           |                      | Ergebnis  |                      |
| --------------- | -------------------- | --------- | -------------------- |
| 3. Oktober 1996 | SC Herford           | 7:0       | Arminia Bielefeld II |
| 3. Oktober 1996 | SC Verl              | 3:0       | Hammer SpVg          |
| 3. Oktober 1996 | TuS Schloß Neuhaus   | 8:1       | 1. FC Gievenbeck     |
| 3. Oktober 1996 | Preußen Münster      | 7:0       | VfL Drewer           |
| 3. Oktober 1996 | Teutonia Lippstadt   | 2:1       | SuS Stadtlohn        |
| 3. Oktober 1996 | SpVgg Erkenschwick   | 2:0       | SG Phönix Eving      |
| 3. Oktober 1996 | SG Wattenscheid 09   | 3:1       | Hasper SV            |
| 3. Oktober 1996 | TuS Sundern          | 1:2       | SSV Meschede         |
| 3. Oktober 1996 | SpVg Brakel          | 7:2       | FC Stukenbrock       |
| 3. Oktober 1996 | TuS Petershagen-Oven | 2:3       | LR Ahlen             |
| 3. Oktober 1996 | TSG Dülmen           | 2:0 w.o.  | SF Warburg           |
| 3. Oktober 1996 | VfL Bochum II        | 1:0       | Sportfreunde Siegen  |
| 3. Oktober 1996 | SV Langendreer 04    | 5:1       | TuS Ennepetal        |
| 3. Oktober 1996 | Borussia Dortmund II | 5:1       | SV Rothemühle        |
| 3. Oktober 1996 | Rot-Weiß Lüdenscheid | 2:4 n. V. | VfB Kirchhellen      |
| 3. Oktober 1996 | SC Plettenberg       | 1:6       | DJK TuS Hordel       |

## Achtelfinale
| Datum             |                      | Ergebnis  |                    |
| ----------------- | -------------------- | --------- | ------------------ |
| 23. Oktober 1996  | Teutonia Lippstadt   | 0:2       | TuS Schloß Neuhaus |
| 22. November 1996 | Preußen Münster      | 3:0       | SC Herford         |
| 23. November 1996 | SC Verl              | 2:1       | LR Ahlen           |
| 23. November 1996 | SG Wattenscheid 09   | 2:0 n. V. | VfL Bochum II      |
| 23. November 1996 | SSV Meschede         | 2:1       | DJK TuS Hordel     |
| 23. November 1996 | TSG Dülmen           | 4:2 n. V. | SpVg Brakel        |
| 23. November 1996 | VfB Kirchhellen      | 2:3       | SpVgg Erkenschwick |
| 23. November 1996 | Borussia Dortmund II | 2:1       | SV Langendreer 04  |

## Viertelfinale
| Datum             |                      | Ergebnis  |                    |
| ----------------- | -------------------- | --------- | ------------------ |
| 11. Dezember 1996 | Preußen Münster      | 2:0       | TuS Schloß Neuhaus |
| 18. Dezember 1996 | Borussia Dortmund II | 1:0 n. V. | SG Wattenscheid 09 |
| 22. Dezember 1996 | TSG Dülmen           | 3:0       | SC Verl            |
| 8. Februar 1997   | SpVgg Erkenschwick   | 4:2       | SSV Meschede       |

## Halbfinale
| Datum            |                      | Ergebnis |                 |
| ---------------- | -------------------- | -------- | --------------- |
| 15. Februar 1997 | SpVgg Erkenschwick   | 0:3      | TSG Dülmen      |
| 15. Februar 1997 | Borussia Dortmund II | 1:4      | Preußen Münster |

## Finale
| TSG Dülmen                                 | TSG Dülmen                                                           | Preußen Münster                                                      | Preußen Münster |
| ------------------------------------------ | -------------------------------------------------------------------- | -------------------------------------------------------------------- | --------------- |
| TSG Dülmen                                 | \| 29. Mai 1997 in Dülmen (Sportzentrum Nord) \| \| Ergebnis: 1:4 \| | \| 29. Mai 1997 in Dülmen (Sportzentrum Nord) \| \| Ergebnis: 1:4 \| | Preußen Münster |
| 29. Mai 1997 in Dülmen (Sportzentrum Nord) |                                                                      |                                                                      |                 |
| Ergebnis: 1:4                              |                                                                      |                                                                      |                 |